# Hans Christian Andersen

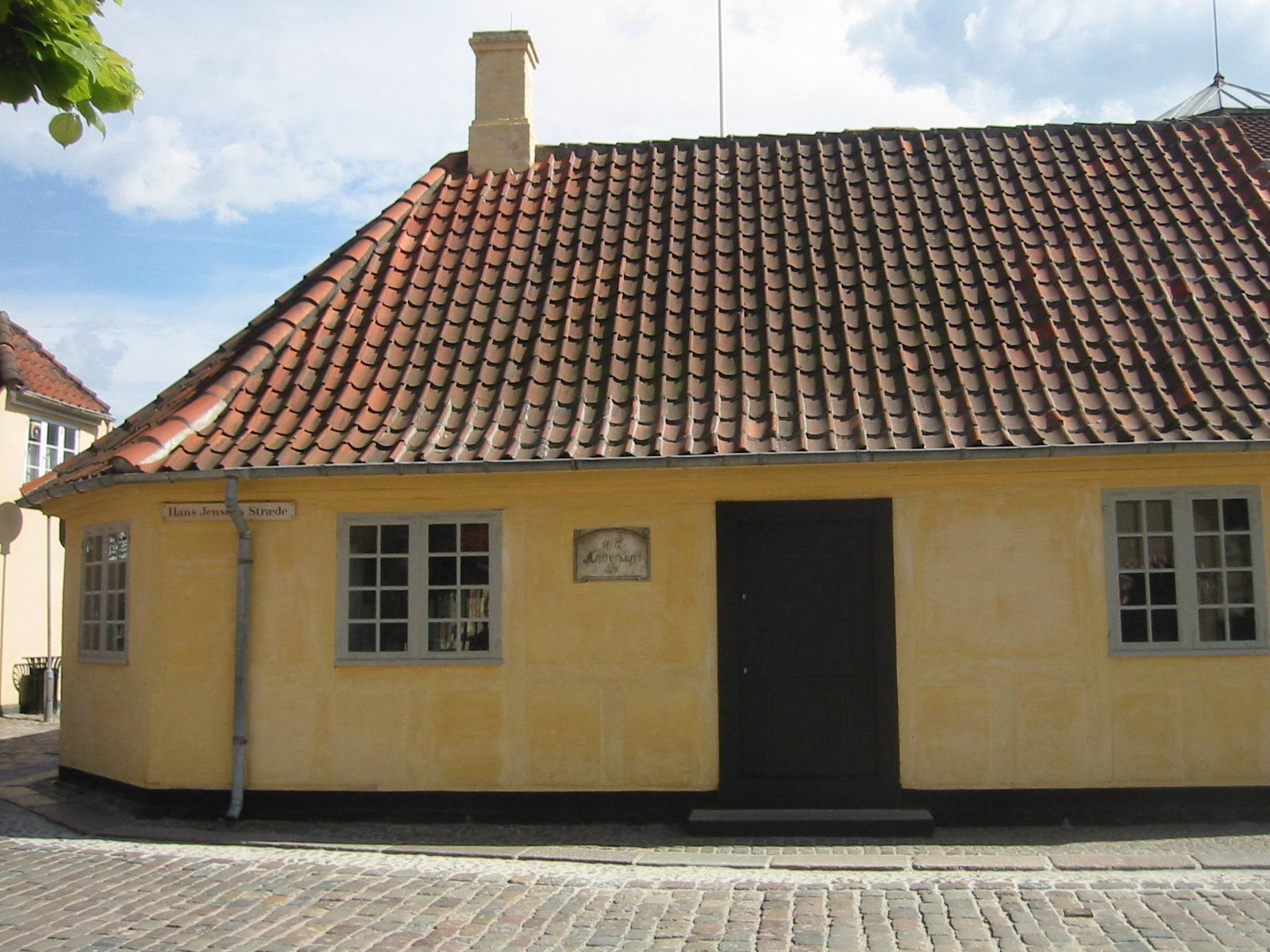
H.C. Andersens huis in Odense

Hans Christian Andersen (Odense, 2 april 1805 – Kopenhagen, 4 augustus 1875) was een Deens schrijver en dichter, het bekendst om zijn sprookjes. In eigen land wordt hij gewoonlijk bij zijn voorletters H.C. Andersen genoemd (Deense uitspraak: Ho Cee Annersen).

## Biografie

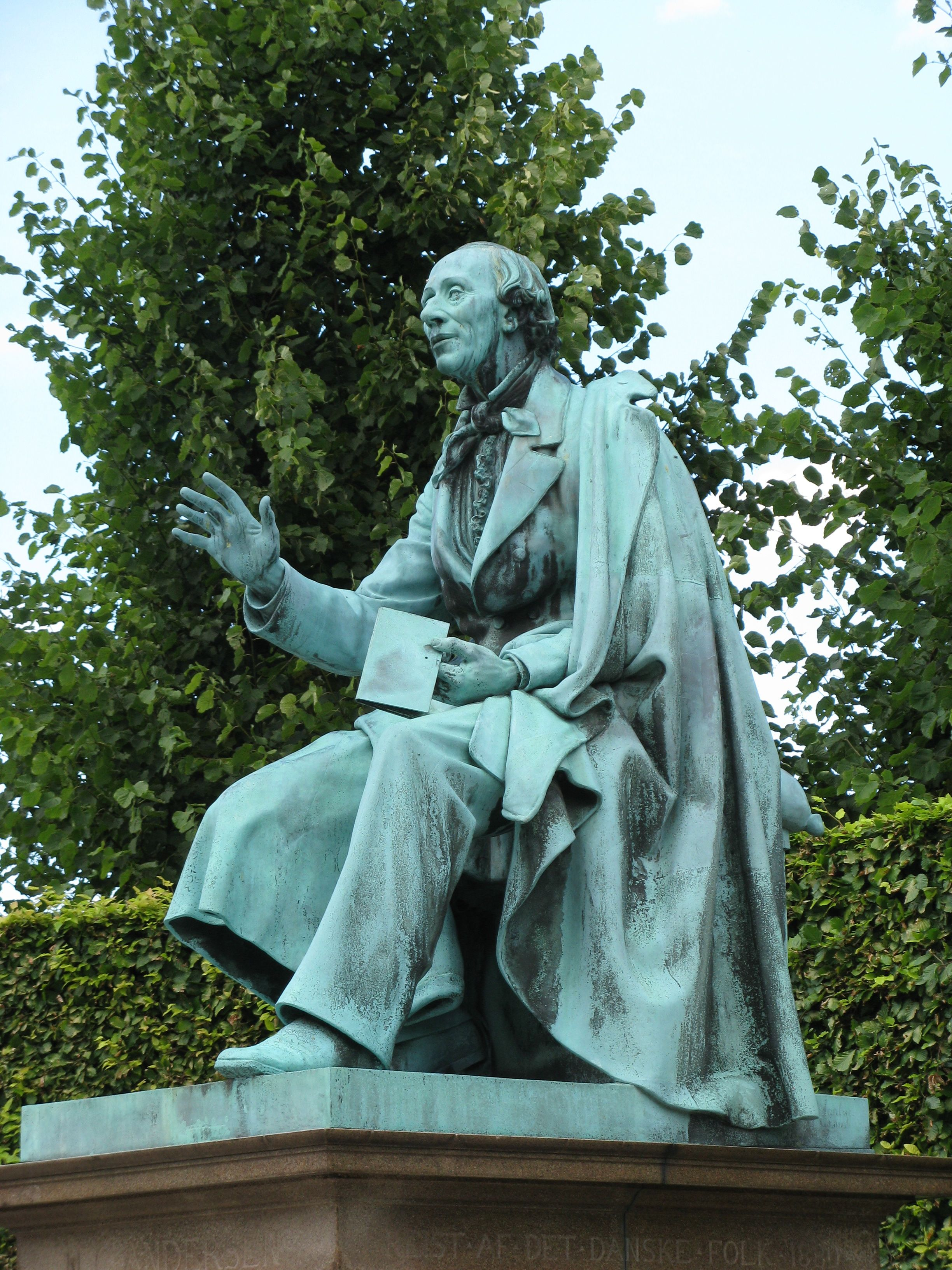
Monument Hans Christian Andersen

Hans Christian Andersen werd geboren en groeide op in Odense, in grootte de derde stad van Denemarken. Zijn vader was schoenmaker en overleed toen Hans Christian 11 jaar oud was. In zijn vroege jeugd speelde hij graag met zijn poppenkast. Hij wilde graag acteur worden, maar werd niet aangenomen bij de koninklijke theaterschool (1819). Zijn opleiding kreeg hij aan een school voor armen, totdat hij op 17-jarige leeftijd via vrienden een beurs kreeg voor een goede school. Op deze laatste school werd hij veel gepest door leraren en leerlingen. Andersen stond bekend als een verlegen en stil persoon, niet goed in de omgang met anderen. Daarom wordt gezegd dat Het lelijke eendje een autobiografisch sprookje is; hierin wordt een lelijk eendje een mooie zwaan, zo ook in het echte leven van Andersen: de 'zwakkeling' wordt een beroemd schrijver.
Zijn debuut was in 1827 met het gedicht Det døende Barn (Het stervende kind) dat hem zeer onder de aandacht bracht. In 1835 werd de roman Improvisatoren (De improvisator) uitgebracht na een studiereis door Europa. Deze roman was zowel een pittoreske beschrijving van Italië als een autobiografie. In 1835 werd ook zijn eerste verzameling Eventyr, fortalt for Børn (Sprookjes, aan kinderen verteld) uitgegeven. Dit waren hervertellingen van veelal traditionele sprookjes. Het was geschreven in een verfijnde vorm, vaak met een dubbele bodem, die voor kinderen te begrijpen was, terwijl de bundel op volwassenen geënt was. Zijn latere sprookjesbundels, vol eigen sprookjes met een grote spanwijdte, weken verder en verder van kinderliteratuur af. Ze vallen in meerdere categorieën uiteen, vanaf de poëtisch-filosofische mythe tot aan realistischer korte verhalen. Gemeenschappelijk is echter het humoristische inzicht van Andersen.
Andersen schreef meerdere autobiografieën, maar het in 1855 gepubliceerde Mit Livs Eventyr (het sprookje van mijn leven) geldt als de belangrijkste.
Ook was hij een graag geziene maar bovenal gehoorde gast aan het hof van koningin Victoria.

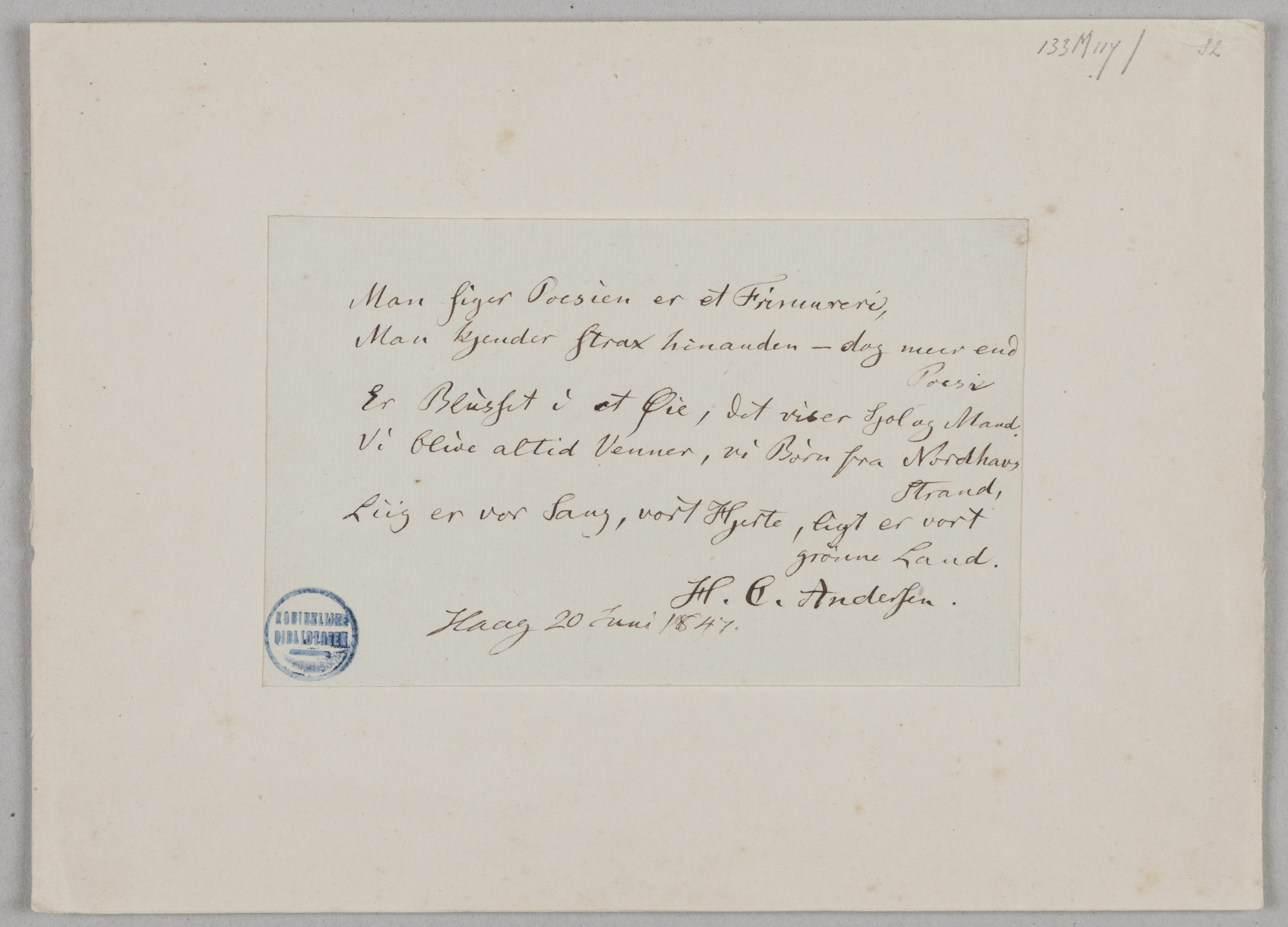
Gedicht in handschrift van Andersen bij zijn bezoek aan Nederland in 1847

Andersen hield een uitgebreid dagboek bij. Uit dit dagboek weten we dat Andersen drie bezoeken heeft gebracht aan Amsterdam in 1847, 1866 en 1868. Hij logeerde aldaar bij koopman Brandt die woonde in de grootste van de vier Cromhouthuizen aan de Herengracht 368. Andersen zou er ook aan een sprookje hebben gewerkt, maar het is niet bekend welk. In 1866 bracht Andersen ook een bezoek aan Den Haag, Leiden en Katwijk, waar hij samen met schrijver Johannes Kneppelhout ('Klikspaan') de sluizen bezocht waardoor de Oude Rijn in zee stroomt.

### Seksualiteit
H.C. Andersen ervoer gedurende zijn leven hevige verliefdheden en gevoelens voor zowel mannen als vrouwen. Toch is het niet onwaarschijnlijk dat Andersen als maagd stierf en nooit een relatie heeft gehad. Hoewel hij regelmatig naar prostituees ging, had hij getuige zijn dagboek ook met hen nooit gemeenschap. Andersens verliefdheid op Edvard Collin, de zoon van een van Andersens mecenassen, inspireerde De kleine zeemeermin. Collin ging niet op Andersens avances in, trouwde met een vrouw en waarschuwde de opdringerige Hans Christiaan Andersen afstand te nemen. In de originele versie van het sprookje sterft de kleine zeemeermin nadat de prins voor een ander heeft gekozen, een situatie duidelijk door het leven van de schrijver geïnspireerd. Dat de zeemeermin haar stem afstaat in ruil voor benen, kan ook gezien worden als een verwijzing naar zijn verliefdheid, een verliefdheid die hij door de mores van die tijd niet kon uitspreken.

### Dood
In het voorjaar van 1872 viel Andersen uit zijn bed en raakte hij ernstig gewond. Hij herstelde niet meer volledig maar leefde nog tot 4 augustus 1875. Hij leefde van 1871 tot aan zijn dood op huisnummer 67 in Nyhavn. Zijn lichaam werd bijgezet op Assistens Kirkegård in Kopenhagen.

### Sprookjes

Sprookjesboek uit 1910

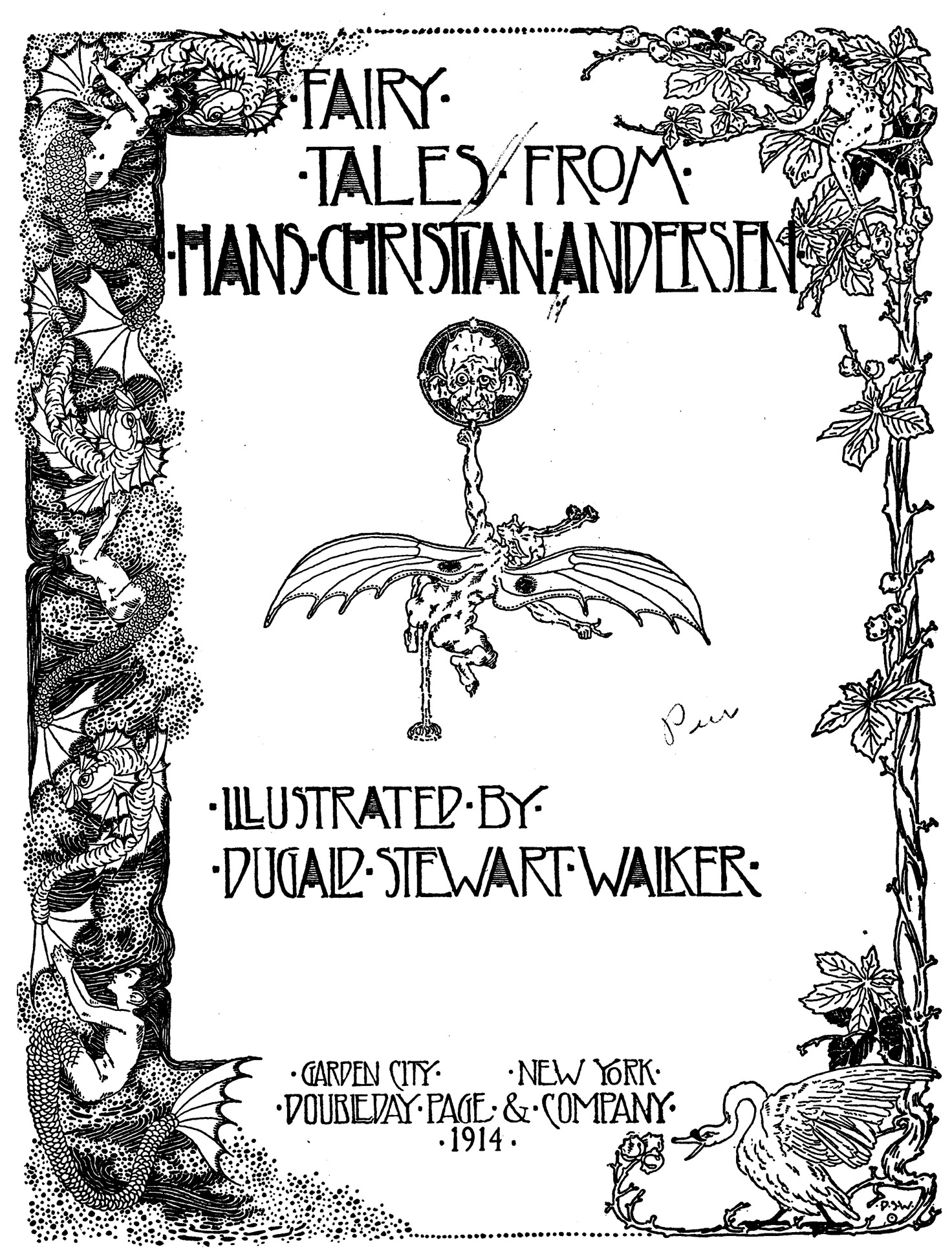
Engelse vertaling van de sprookjes van Hans Christian Andersen, 1914

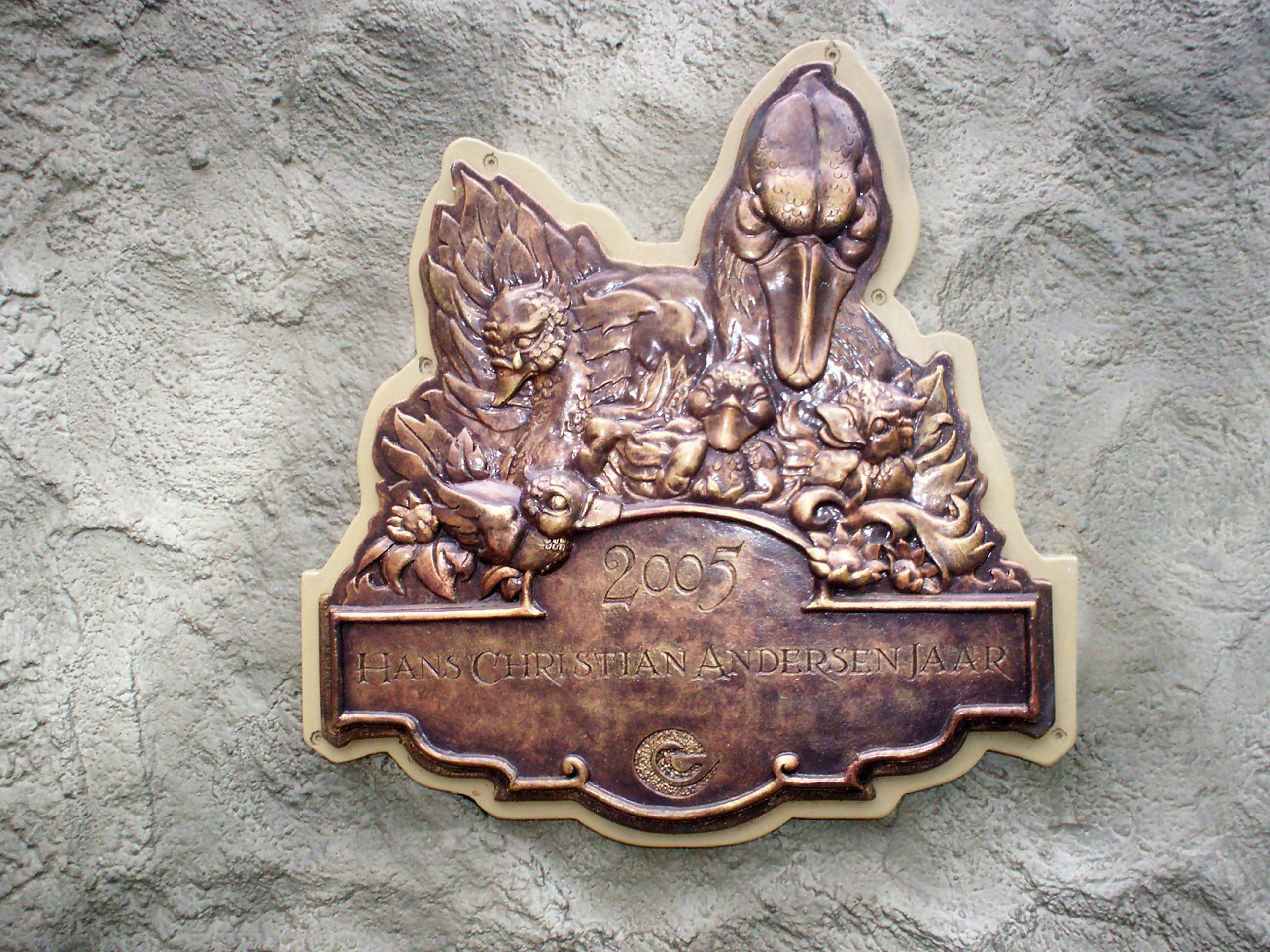
Een bordje bij De rode schoentjes in het Sprookjesbos in de Efteling ter gelegenheid van het Hans Christian Andersen jaar 2005

Enkele bekende sprookjes zijn:
- De prinses op de erwt
- De nieuwe kleren van de keizer
- De Chinese nachtegaal
- Het lelijke eendje
- De kleine zeemeermin
- De rode schoentjes
- Het meisje met de zwavelstokjes
- De standvastige tinnen soldaat
- De sneeuwkoningin
- Duimelijntje
- De wilde zwanen
- De tondeldoos
- Klaas Vaak
- De mestkever

### Romans
- Improvisatoren (De improvisator) (1835)
- O.T. (1836)
- Kun en Spillemand (Alleen een violist) (1837)
- De to Baronesser (De twee baronessen) (1848)
- At være eller ikke være (Zijn of niet zijn) (1857)
- Lykke-Peer (Blije Peer) (1870)

### Drama's
- Bruden fra Lammermoor (De bruid uit Lammermoor) (1832)
- Ravnen eller Broderprøven (De raaf of de broederschapstest) (1832)
- Agnete og Havmanden (Agnete en de zeeman) (1833)
- Festen paa Kenilworth (Het feest bij Kenilworth) (1836)
- Den Usynlige paa Sprogø (Het onzichtbare op Taaleiland) (1839)
- Mulatten (1840)
- Maurerpigen (Metselwerk) (1840)
- Kongen drømmer (De koning droomt) (1844)
- Lykkens Blomst (Bloem van geluk) (1845)
- Den nye Barselstue (De nieuwe kraamafdeling) (1845)
- Liden Kirsten (Kleine Kirsten) (1846)
- Brylluppet ved Como-Søen (De bruiloft aan het Comomeer) (1849)
- En nat i Roskilde (Een nacht in Roskilde) (1849)
- Meer end Perler og Guld (Meer dan parels en goud) (1849)
- Ole Lukøie (1850)
- Hyldemoer (1851)
- Nøkken (De sleutel) (1853)
- Han er ikke født (Hij is niet geboren) (1864)

## Muziek en Andersen

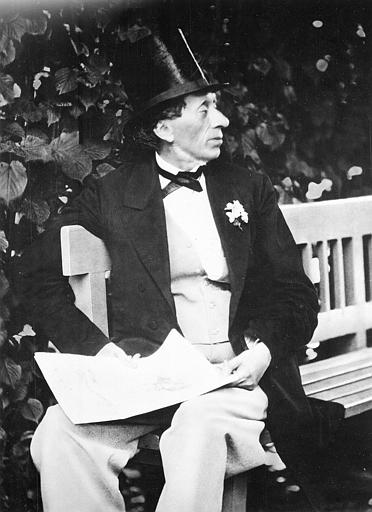
Hans Christian Andersen in 1869

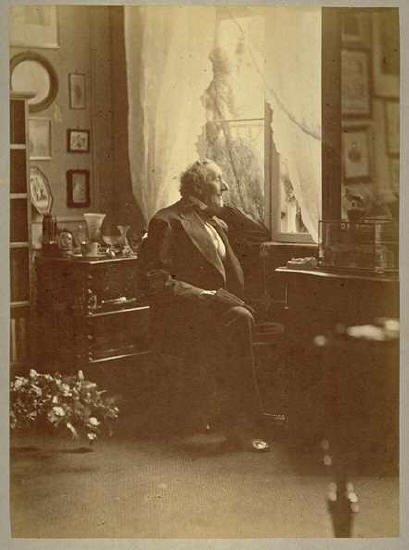
Hans Christian Andersen in 1874

Andersen werkte in zijn leven samen met verschillende componisten en was een groot muziekliefhebber. Hij volgde de ontwikkelingen in de muziek met grote interesse. Gedurende zijn reizen ontmoette hij Mendelssohn, Robert Schumann en Richard Wagner. Als ‘theaterman’ had hij met name grote interesse in opera. Hij beschreef Wagners muziek voordat het Deense publiek met diens muziek had kennisgemaakt. Ook na Andersens dood bleef zijn werk vele componisten inspireren; er verschenen diverse balletten en opera's naar zijn sprookjes en liederen naar zijn gedichten en dat gebeurt ook nu nog.
In de jaren 1830 werkte Andersen samen met de bekende Deense componist Christoph Ernst Friedrich Weyse aan het romantisch zangspel Festen pø Kenilworth, dat in 1836 in het Koninklijk Theater van Kopenhagen werd opgevoerd. Een andere componist met wie Andersen samenwerkte was zijn leeftijdgenoot Johan Peter Emilius Hartmann. Deze samenwerking duurde lang en was intensief. Hun eerste werk was de opera Ravnen, eller Broderprøven, een ambitieus werk in drie akten dat in 1832 zijn première beleefde. Andersen baseerde dit werk op een toneelstuk van Carlo Gozzi. Ook de opera Liden Kirsten uit 1844-46 was een resultaat van hun samenwerking. Andersen schreef ook een aantal libretto's voor opera's:
- Bruden fra Lammermoor (een bewerking van The Bride of Lammermoor van Walter Scott) voor de componist I.F. Brendal, 1832;
- Ravnen, eller Broderprøven voor J.P.E. Hartmann, 1832;
- Festen på Kenilworth voor C.E.F. Weyse, een romantisch zangspel, 1836;
- Brylluppet ved Como-Søen (de bruiloft aan het Comomeer) voor de Duitse componist Franz Gläser, 1849;
- Nøkken (de watergeest) ook voor de componist Gläser, 1853;
- Liden Kirsten, op. 44, een opera van J.P.E. Hartmann uit 1846.

## Muziekwerken geïnspireerd op Andersens werk
Dit is geen volledige lijst.
- Niels W. Gade: Agnete og Havmanden (toneelmuziek), op. 3 (1842)
- August Enna: Den lille pige med svovlstikkerne (opera) (1899)
- Alexander Zemlinsky: Die Seejungfrau (1903)
- Igor Stravinsky: Solovey (Le Rossignol) (muzieksprookje) (1908-14) - Pesnya solov'ya (Le Chant du Rossignol)
- Paul von Klenau: Klein Idas Blumen (ballet naar: Lille Idas blomster) (1916)(symfonisch gedicht / ballet, beide gebaseerd op Nattergalen) [arrangement van Solovey] (1917)
- Charles Villiers Stanford: The travelling Companion, op. 146 (opera, gebaseerd op Rejsekammeraten) (1919)
- Alfred Bruneau: Le jardin du paradis (conte lyrique, gebaseerd op Paradisets have) (1921)
- Alexandre Tansman: Le jardin du paradis (ballet) (1922)
- Florent Schmitt: Le petit elfe ferme-l'oeil, op. 73 (ballet) (1923)
- Nino Rota: Il principe porcaro (opera, gebaseerd op Svinedrengen) (1926)
- Ernst Toch: Die Prinzessin auf der Erbse, op. 43 (opera, gebaseerd op Prinsessen på ærten) (1927)
- Igor Stravinsky: Le baiser de la fée (The fairy's kiss) (allegorisch ballet) (1928)
- Rudolf Wagner-Régeny: Der nackte König (opera, gebaseerd op Kejserens nye klæder) (1928)
- Louis Glass: Episoder af H. C. Andersens eventyr ‘Elverhøj’, op. 67 (1931)
- Daniel Sternefeld: Mater Dolorosa (opera, gebaseerd op Historien om en moder) (1935)
- Finn Høffding: Det er ganske vist, op. 37 (1940)
- Poul Schierbeck: I Danmark er jeg født, op. 43 (1941)
- Werner Egk: Die chinesische Nachtigall (ballet) (1953)
- Else Marie Pade: De kleine zeemeermin (1958)
- Hans Werner Henze: L'usignolo dell'imperatore (pantomime) (1959)
- Alexandre Tansman: Les habits neufs du roi (ballet) (1959)
- Alun Hoddinott: What the Old Man does is always Right (opera) (1977)
- Søren Hyldgaard: Hans Christian Andersen Suite (for concertband) 1997
- Edward Ferdinand: De Sneeuwkoningin (musical) 2006
- Pet Shop Boys: The Most Incredible Thing (ballet, geïnspireerd op Det Utroligste) (2011)

## H.C. Andersen na zijn dood
- In Odense is het Hans Christian Andersen museum te vinden, waarin zijn leven is te volgen. Het huis waarin hij opgroeide is daar ook te bezichtigen.
- Tob de Bordes maakte over zijn bezoeken een NCRV-televisieproductie 'Andersen in Amsterdam' in 1975.[2]
- In 2005 opende pretpark De Efteling zijn vijfentwintigste sprookje in het Sprookjesbos: Het meisje met de zwavelstokjes. Eerder waren al De Chinese Nachtegaal, De kleine zeemeermin en De rode schoentjes van Andersen in het sprookjespark te bezichtigen. Sinds 8 november 2012 is ook het sprookje De nieuwe kleren van de keizer te zien.
- Andersen was ook te zien in Nightcap, de 27e aflevering van de Japanse animatieserie Flint the Time Detective.
- In Op reis door Europa van Bassie&Adriaan zit Andersen in de aflevering van Denemarken. Bassie en Adriaan moeten het pakje ontvangen uit handen van een kindervriend. Dat blijkt een beeld van Andersen in Legoland Billund. Ook vertelt Adriaan aan Bassie een samenvatting van De kleine zeemeermin terwijl ze bij het beeld van de zeemeermin in Kopenhagen zijn